# Fluviphylax
Los barrigudiños o guarus son el género Fluviphylax de peces actinopeterigios de agua dulce, distribuidos por ríos de América del Sur, el único género de la subfamilia Procatopodinae en este continente pues el resto de la subfamilia habita en África.

## Especies
Existen cinco especies reconocidas en este género:
- Fluviphylax obscurus Costa, 1996
- Fluviphylax palikur Costa y Le Bail, 1999
- Fluviphylax pygmaeus (Myers y Carvalho, 1955)
- Fluviphylax simplex Costa, 1996
- Fluviphylax zonatus Costa, 1996